# Sisyrinchium tinctorium
Sisyrinchium tinctorium là một loài thực vật có hoa trong họ Diên vĩ. Loài này được Kunth miêu tả khoa học đầu tiên năm 1816.